# 소녀괴담
《소녀괴담》(少女怪談)은 2014년 공개된 대한민국의 공포 영화이다.

## 기획의도
오인천 감독의 첫 데뷔작이 소녀괴담이다. 강하늘, 김소은, 한혜린, 박두식, 김정태가 출연했다. 이 영화의 창고귀신이 등장하면서 영화는 시작이 된다

## 줄거리
모두가 알고 있지만 아무도 말하지 않는 비밀...!
귀신 보는 능력이 남다른 소년 인수는 어릴 적 죽은 친구를 기억하기 위해 늘 고향을 떠난다. 외로움에 지친 그는 퇴마사 외삼촌 선일이 있는 시골집으로 돌아가지만 전학 온 학교생활은 초등학교 동창 해철 때문에 순탄치 않다.
그러던 어느 날 기억을 잃고 학교 주변을 맴돌던 또래 정세희을 만난 소년 인수는 조금씩 특별한 친구와 마음을 열고, 욕이라고 생각했던 자신의 능력을 차츰 받아들인다.
그러던 중 학교에서 정체불명의 핏빛 마스크 괴담이 벌어지는 가운데 반 친구들이 하나둘씩 의문의 실종이 일어난다. 사건을 쫓던 소년 인수는 정세희도 무서워하는 유령 이야기에서 가면 귀신과의 관계의 끔찍한 비밀을 차츰 알게 된다...

## 주제가
주제가로는 엠블랙의 니가 떠난 그 자리라는 앨범이다

## 캐스팅
- 강하늘 : 강인수[2] 역
- 김소은 : 세희/소녀귀신 역
- 김정태 : 선일 역
- 박두식 : 이해철 역
- 한혜린 : 박현지 역
- 주민하 : 윤나라 역
- 주다영 : 이성희 역
- 곽정욱 : 이기태 역
- 박충선 : 세희 부 역
- 이아현 : 담임 역
- 오윤홍 : 아영 모 역
- 김영춘 : 호섭 역
- 김로사 : 창고귀신 역
- 전일범 : 아영 부 역
- 이봄 : 혜정 역
- 윤찬영 : 어린 강인수 역
- 신수연 : 어린 세희 역
- 김재화 : 원피스귀신 역
- 김혜화 : 원피스귀신 역
- 경수진 : 반전녀 역 (특별출연)
- 정가은 : 초등선생님 역 (특별출연)
- 안상태 : 안상순 역 (특별출연)
- 박선호 : 꽃미남 고딩 1 역 (단역)

## 빨간 마스크
도시 전설인 빨간 마스크는 원래 인간였으나 못생긴 얼굴로 가진 언니들이 여동생의 입을 찢어져서 빨간 마스크란 귀신이 탄생한다. 이 영화에는 입을 찣는 장면이 편집이 되었다